# チャナティップ・ソングラシン
チャナティップ・ソングラシン（チャナティプ・ソンクラシンとも、英: Chanathip Songkrasin、タイ語: ชนาธิป สรงกระสินธ์、1993年10月5日 - ）は、タイ・ナコーンパトム県出身のプロサッカー選手。タイ・リーグ1・BGパトゥム・ユナイテッドFC所属。ポジションはミッドフィールダー、フォワード。タイ代表。
「タイのメッシ」の愛称で呼ばれる。2014年に東南アジアサッカー選手権で優勝し、大会選定の最優秀選手賞を史上最年少で受賞した。

## 経歴

### BECテロ・サーサナFC時代
2012年にBECテロ・サーサナFC（現：ポリス・テロFC）でプロデビュー。2012年にタイ・プレミアリーグの年間最優秀若手選手賞を受賞した。
2013年には11月5日から11月11日にかけて、同年3月22日にクラブ間パートナーシップ契約を締結していた清水エスパルスの練習に参加したが、契約には至らなかった。

### ムアントン・ユナイテッドFC時代
2016年からムアントン・ユナイテッドFCへ移籍。当初はBECテロ・サーサナFCからのレンタル移籍で、7月から完全移籍での加入となった。

### 北海道コンサドーレ札幌時代
2017年、北海道コンサドーレ札幌への移籍が発表された。ただし、ムアントン・ユナイテッドFCでAFCチャンピオンズリーグなどに出場する予定のため、6月まではムアントン・ユナイテッドFCでプレーし、7月より1年半のレンタル移籍で札幌に加入する仮契約を結んだ。7月26日、JリーグYBCルヴァンカップ・プレーオフステージ第2戦のセレッソ大阪戦で移籍後初出場を果たした。
加入1年目は得点こそ無かったが、レギュラーとしてリーグ戦16試合に出場し、チームのJ1残留に貢献した。チャナティップの活躍は、翌年にJリーグにタイ人選手が増えるきっかけとなった。
2018年、開幕戦でサンフレッチェ広島と対戦し、広島に所属するティーラシンに「タイ人Jリーガーの初ゴール」を目の前で奪われるが、3月2日に行われた第2節のセレッソ大阪戦でJリーグ初ゴールを挙げた。7月13日に翌年2月1日から完全移籍加入の合意が発表された。今回の完全移籍に掛かった移籍金が推定2億から3億円で、「タイの移籍金が過去最高額」とタイメディアが伝えた。1年目はなかなか得点が取れなかったが、2年目はペトロヴィッチの攻撃的なスタイル がフィットし、リーグ戦30試合で8ゴールを挙げた。シーズン終了後に札幌の選手投票で2018年シーズンの札幌のMVPに選出され、東南アジア出身初のJリーグベストイレブンにも選出された。
2020年、第12節サガン鳥栖戦で負傷交代した。その後しばらくリハビリが続き、10月に復帰するも第33節FC東京戦で再び負傷。シーズン途中で治療とリハビリのためタイに帰国した。

### 川崎フロンターレ時代
2022年1月11日、約4億6500万円（1億3400万バーツ） という国内クラブ同士による史上最高額の移籍金で川崎フロンターレへの完全移籍が発表された。三笘薫の移籍もあり、ウィングのドリブラーとして期待されたが、本領を発揮することなく退団となった。

### BGパトゥム・ユナイテッドFC時代
2023年6月21日、BGパトゥム・ユナイテッドFCへの完全移籍が発表された。

## 代表歴
2012年にアラブ首長国連邦で開催されたAFC U-19選手権にU-19タイ代表として参加した。それから、2012 King's Cupにフル代表デビューを果たし。後に東南アジアサッカーの2012 AFFスズキカップにチーム最年少で参加し、準優勝に終わった。2014年にAFFスズキカップで優勝し、大会選定の最優秀選手賞（MVP）を史上最年少受賞した（21歳）。2016、2021年のAFFスズキカップでも最優秀選手賞を受賞した。

## エピソード
- 歌が好きで、自分でフォークギターを持って弾き語りをすることがある[16]。
- 焼肉、ジンギスカン、ラーメンが好物。特に焼肉（牛肉）やジンギスカン（ラム肉）は、毎日でも食べられる。一方、刺身（生魚）は、あまり食べない。寿司屋で好きなのはかっぱ巻き。ただし、カニは茹でてあるので食べられる[17]。なお、ウナギや穴子は嫌い（寿司屋で穴子を見て退席したことがある）[18]。納豆は美味しいとは思わないが、体に良いと聞き、訓練して食べられるようになった[19]。
- サービス精神が旺盛でひょうきんな一面があることから、カラオケなどで若手のチームメートから「チャライップ」（「チャラい、チャナティップ」の略）と呼ばれることがある（コンサドーレ札幌時代）[17]。
- 本名であるチャナティップのうち、チャナは「勝利」を意味する[20]。
- 2020年4月に自身のYouTube チャンネル「Chana Channel」を開設。札幌での生活の様子やチームメイトとの交流をタイ語（日本語字幕）で発信していて、開設2ヶ月で15万人以上の登録者を獲得している[21]。

## 所属クラブ
- 2010年 - 2011年 BECテロ・サーサナFCユース
- 2012年 - 2015年 BECテロ・サーサナFC
  - 2016年 - 同年6月 ムアントン・ユナイテッドFC（レンタル移籍）
- 2016年7月 - 2018年 ムアントン・ユナイテッドFC
  - 2017年7月 - 2018年 北海道コンサドーレ札幌（レンタル移籍）
- 2019年 - 2021年 北海道コンサドーレ札幌
- 2022年 - 2023年6月 川崎フロンターレ
- 2023年6月 - BGパトゥム・ユナイテッドFC

## 個人成績

### クラブ
| 国内大会個人成績 | 国内大会個人成績 | 国内大会個人成績 | 国内大会個人成績 | 国内大会個人成績 | 国内大会個人成績 | 国内大会個人成績 | 国内大会個人成績 | 国内大会個人成績 | 国内大会個人成績 | 国内大会個人成績 | 国内大会個人成績 |
| 年度             | クラブ           | 背番号           | リーグ           | リーグ戦         | リーグ戦         | リーグ杯         | リーグ杯         | オープン杯       | オープン杯       | 期間通算         | 期間通算         |
| 年度             | クラブ           | 背番号           | リーグ           | 出場             | 得点             | 出場             | 得点             | 出場             | 得点             | 出場             | 得点             |
| タイ             | タイ             | タイ             | タイ             | リーグ戦         | リーグ戦         | リーグ杯         | リーグ杯         | FA杯             | FA杯             | 期間通算         | 期間通算         |
| ---------------- | ---------------- | ---------------- | ---------------- | ---------------- | ---------------- | ---------------- | ---------------- | ---------------- | ---------------- | ---------------- | ---------------- |
| 2012             | サーサナ         | 18               | TPL/ T1          | 28               | 4                | 3                | 0                | 2                | 0                | 33               | 4                |
| 2013             | サーサナ         | 18               | TPL/ T1          | 26               | 3                | 1                | 0                | 1                | 0                | 28               | 3                |
| 2014             | サーサナ         | 18               | TPL/ T1          | 27               | 4                | 5                | 0                | 0                | 0                | 32               | 4                |
| 2015             | サーサナ         | 18               | TPL/ T1          | 23               | 2                | 1                | 0                | 1                | 0                | 25               | 2                |
| 2016             | ムアントン・U    | 18               | TPL/ T1          | 27               | 3                | 3                | 0                | 1                | 0                | 31               | 3                |
| 2017             | ムアントン・U    | 18               | TPL/ T1          | 17               | 2                | 0                | 0                | 0                | 0                | 17               | 2                |
| 日本             | 日本             | 日本             | 日本             | リーグ戦         | リーグ戦         | リーグ杯         | リーグ杯         | 天皇杯           | 天皇杯           | 期間通算         | 期間通算         |
| 2017             | 札幌             | 18               | J1               | 16               | 0                | 1                | 0                | -                | -                | 17               | 0                |
| 2018             | 札幌             | 18               | J1               | 30               | 8                | 0                | 0                | 1                | 1                | 31               | 9                |
| 2019             | 札幌             | 18               | J1               | 28               | 4                | 2                | 0                | 0                | 0                | 30               | 4                |
| 2020             | 札幌             | 18               | J1               | 18               | 1                | 2                | 0                | -                | -                | 20               | 1                |
| 2021             | 札幌             | 18               | J1               | 23               | 1                | 2                | 0                | 0                | 0                | 25               | 1                |
| 2022             | 川崎             | 18               | J1               | 16               | 0                | 1                | 0                | 0                | 0                | 17               | 0                |
| 2023             | 川崎             | 18               | J1               | 2                | 0                | 3                | 1                | 1                | 0                | 6                | 1                |
| タイ             | タイ             | タイ             | タイ             | リーグ戦         | リーグ戦         | リーグ杯         | リーグ杯         | FA杯             | FA杯             | 期間通算         | 期間通算         |
| 2023-24          | BGパトゥムU      | 18               | T1               | 23               | 4                | 0                | 0                | -                | -                | 23               | 4                |
| 通算             | タイ             | タイ             | T1               | 171              | 22               | 13               | 0                | 5                | 0                | 189              | 22               |
| 通算             | 日本             | 日本             | J1               | 133              | 14               | 11               | 1                | 2                | 1                | 146              | 16               |
| 総通算           | 総通算           | 総通算           | 総通算           | 304              | 36               | 24               | 1                | 7                | 1                | 335              | 38               |

- Jリーグ初出場 - 2017年7月29日 J1第19節 浦和レッズ戦（札幌ドーム）
- Jリーグ初得点 - 2018年3月2日 J1第2節 セレッソ大阪戦 (キンチョウスタジアム)

| 国際大会個人成績 | 国際大会個人成績 | 国際大会個人成績 | 国際大会個人成績 | 国際大会個人成績 |
| 年度             | クラブ           | 背番号           | 出場             | 得点             |
| AFC              | AFC              | AFC              | ACL              | ACL              |
| ---------------- | ---------------- | ---------------- | ---------------- | ---------------- |
| 2016             | ムアントン・U    | 18               | 2                | 0                |
| 2017             | ムアントン・U    | 18               | 8                | 1                |
| 2022             | 川崎             | 18               | 3                | 2                |
| 通算             | AFC              | AFC              | 13               | 3                |

## 代表歴

### 試合数
- 国際Aマッチ 67試合 12得点（2012年-）[22]

| タイ代表 | 国際Aマッチ | 国際Aマッチ |
| 年       | 出場        | 得点        |
| -------- | ----------- | ----------- |
| 2012     | 3           | 0           |
| 2013     | 6           | 2           |
| 2014     | 7           | 2           |
| 2015     | 5           | 0           |
| 2016     | 16          | 1           |
| 2017     | 4           | 0           |
| 2018     | 4           | 0           |
| 2019     | 10          | 3           |
| 2020     | 0           | 0           |
| 2021     | 5           | 4           |
| 2022     | 2           | 0           |
| 2023     | 5           | 0           |
| 2024     |             |             |
| 通算     | 67          | 12          |

### 得点
| #  | 開催日         | 開催地           | 対戦国         | スコア | 結果 | 大会                           |
| -- | -------------- | ---------------- | -------------- | ------ | ---- | ------------------------------ |
| 1. | 2013年2月6日   | バンコク         | クウェート     | 1-3    | 1-3  | AFCアジアカップ2015 (予選)     |
| 2. | 2013年6月15日  | 合肥市           | 中華人民共和国 | 4–1    | 5-1  | 親善試合                       |
| 3. | 2014年12月10日 | バンコク         | フィリピン     | 3–0    | 3-0  | 2014年東南アジアサッカー選手権 |
| 4. | 2014年12月20日 | クアラルンプール | マレーシア     | 3–2    | 4-3  | 2014年東南アジアサッカー選手権 |
| 5. | 2016年12月8日  | バンコク         | ミャンマー     | 4-0    | 4-0  | 2016年東南アジアサッカー選手権 |
| 6. | 2019年1月10日  | ドバイ           | バーレーン     | 1–0    | 1-0  | AFCアジアカップ2019            |
| 7. | 2019年3月21日  | 南寧市           | 中華人民共和国 | 1–0    | 1-0  | チャイナカップ2019             |

## タイトル

### クラブ
BECテロ・サーサナFC
- タイ・リーグカップ　優勝 : 2014年

### 代表
タイ代表
- AFFスズキカップ 準優勝 : 2012年
- AFFスズキカップ 優勝 : 2014年, 2016年, 2021年

U-23タイ代表
- 東南アジア競技大会 優勝 : 2013年, 2015年

U-19タイ代表
- AFF U-19ユース選手権 優勝 : 2011年

### 個人
- タイ・プレミアリーグ 年間最優秀若手選手賞 : 2012年
- AFFスズキカップ 大会最優秀選手（MVP） : 2014年, 2016年, 2021年
- Jリーグベストイレブン：1回（2018年）
- Jリーグ優秀選手賞（2018年）
- 札幌ドームMVP賞　(2018年)